# لیسا وندرپامپ
لیسا وندرپامپ (انگلیسی: Lisa Vanderpump؛ زادهٔ ۱۵ سپتامبر ۱۹۶۰) بازیگر، کارآفرین و فعال اجتماعی اهل بریتانیا است.
او در فیلم زندگی‌های جدا بازی کرده است.